# Diego Domínguez (canoísta)
Diego Domínguez Martín (Madrid, 4 de maio de 2003) é um canoísta espanhol.

## Carreira
Ele conquistou duas medalhas de ouro no Campeonato Mundial de Canoagem Sub-23, em 2022 na prova mista C2 500 m e em 2023 na prova C2 500 m masculino. Além disso, estudou Publicidade e Relações Públicas na Universidade de Vigo.
Nos Jogos Olímpicos de Verão de 2024, em Paris, conquistou a medalha de bronze na competição do C-2 500 m masculino, ao lado de Joan Antoni Moreno.